# Stanislav Ianevski
Stanislav Ianevski (alfabeto búlgaro: Станислав Яневски, Sófia, 16 de maio de 1985) é um ator búlgaro, conhecido por atuar como Viktor Krum no filme Harry Potter e o Cálice de Fogo, do ano de 2005.

## Biografia
Stanislav nasceu na Bulgária e também viveu em Israel e na Inglaterra, onde ficou conhecido por suas habilidades atléticas. Enquanto cursava a Mill Hill School no Reino Unido, Ianevski não teve aspirações específicas para a carreira de ator e não era um estudante de drama. Ele somente compareceu às audições depois de conhecer Fiona Weir, uma diretora de elenco que propiciou a ele cursar um workshop de atuação, que resultou em Viktor Krum, um personagem Búlgaro na série Harry Potter. Ele foi selecionado entre outros 600, muitos dos quais foram "audicionados" em Sófia, Bulgária.
A escolha de Ianevski para o elenco foi anunciada em Julho de 2004. Durante as filmagens, ele ficou amigo dos atores Robert Pattinson e Emma Watson, aos quais se referiu como "muito doces". Ianevski também atuou na sequência de O Albergue, O Albergue 2, do diretor Eli Roth.
Ianevski tem uma irmã e alguns animais de estimação. Ele é torcedor do time nacional búlgaro de futebol.

## Filmografia
- Hostel: Part II - 2007 - Miroslav
- Harry Potter e o Cálice de Fogo (2005) - Victor Krum